# 劉肥
劉 肥（りゅう ひ、? - 紀元前189年）は、前漢の皇族。前漢時代の諸侯王である斉王。諡号は悼恵王。

## 生涯
劉邦（高祖）の庶長子。生母は曹氏。
紀元前201年、楚王に国替えされた韓信（後の淮陰侯）に代わって、70余城を抱える斉国の王に封じられた。漢において宗室（劉氏一門）の者を諸侯王に立てる、その最初期のものであった。劉肥は劉邦の子の中でも、当時すでに成人に達していた。また、歴戦の将の平陽侯曹参を宰相（諸侯相）に配された。
紀元前196年に淮南王英布が反乱を起こした際には、親征した高祖に従い、曹参を副将に12万の軍勢を率いて従軍している。
紀元前195年、高祖が崩御し、劉肥の異母弟にあたる劉盈（恵帝）が即位すると、劉肥の立場は微妙なものになってゆく。高祖の寵愛が厚かった戚氏の子の趙王劉如意が恵帝と皇太子の地位を熾烈に争った一件があって以来、恵帝の母の呂太后は宗室に対して深い疑念を抱くようになっていた。劉肥の母の曹氏はその出自が伝わらないほど取るに足らぬ存在だったが、それでも劉肥は高祖の長子にして恵帝の兄であり、呂太后にとってその存在は心安らぐものではなかった。
紀元前193年、劉肥は長安の宮廷に参内、その儀式一切が無事終了した後、恵帝と呂太后に宴席に招かれる。この時恵帝は「宮中では、皇帝と臣下ということで、何かと堅苦しいものになりましたが、今は身内だけなので、もっと打ち解けたものにしましょう」と言って、高祖の長子である劉肥が恵帝の上座に座ることになった。しかしこれが呂太后の不興を買ってしまう。劉肥はそうとは知らずに毒入りの酒を飲まされそうになるが、この時は恵帝のとっさの機転で難を逃れた（恵帝自らが毒杯を手にとり、呂太后はあわてて捨てさせた）。後にこのことを知った劉肥は臣下の助言に従い、その領地から城陽郡を、呂太后の娘で自身の異母妹にあたる魯元公主の化粧領（湯沐邑）として差し上げたいと願い出て、これでやっと呂太后の歓心を買い難を逃れることができた。
劉肥は紀元前189年に薨去した。
のち、紀元前180年に起きた呂氏一族打倒のクーデターにおいて、劉肥の長子の斉王劉襄と次子の朱虚侯劉章（後の城陽王）は大きな役割を果たした。また、紀元前154年に起きた呉楚七国の乱では、謀反を起こした7人の王のうち4人までが劉肥の子だった。

## 劉肥を題材とした作品
- 「風の消長」（小説、宮城谷昌光『長城のかげ』所収、文藝春秋)

## 后妃
- 王后駟氏

## 子
- 斉哀王 劉襄（斉文王劉則の父）
- 城陽景王 劉章（朱虚侯）
- 済北王 劉興居（東牟侯）（文帝の代に謀反を起こし、誅殺された）
- 管共侯 劉罷軍
- 瓜丘共侯 劉寧国
- 営平侯 劉信都
- 楊丘共侯 劉安
- 斉孝王 劉将閭（楊虚侯）（呉楚七国の乱に巻き込まれ自殺、後漢末の劉岱・劉繇の先祖）
- 済南王 劉辟光（扐侯）（呉楚七国の乱の首謀者のひとり）
- 菑川懿王 劉志（安都侯、済北王）
- 膠西王 劉卬（平昌侯）（呉楚七国の乱の首謀者のひとり）
- 菑川王 劉賢（武城侯）（呉楚七国の乱の首謀者のひとり）
- 膠東王 劉雄渠（白石侯）（呉楚七国の乱の首謀者のひとり）